# 酥肉

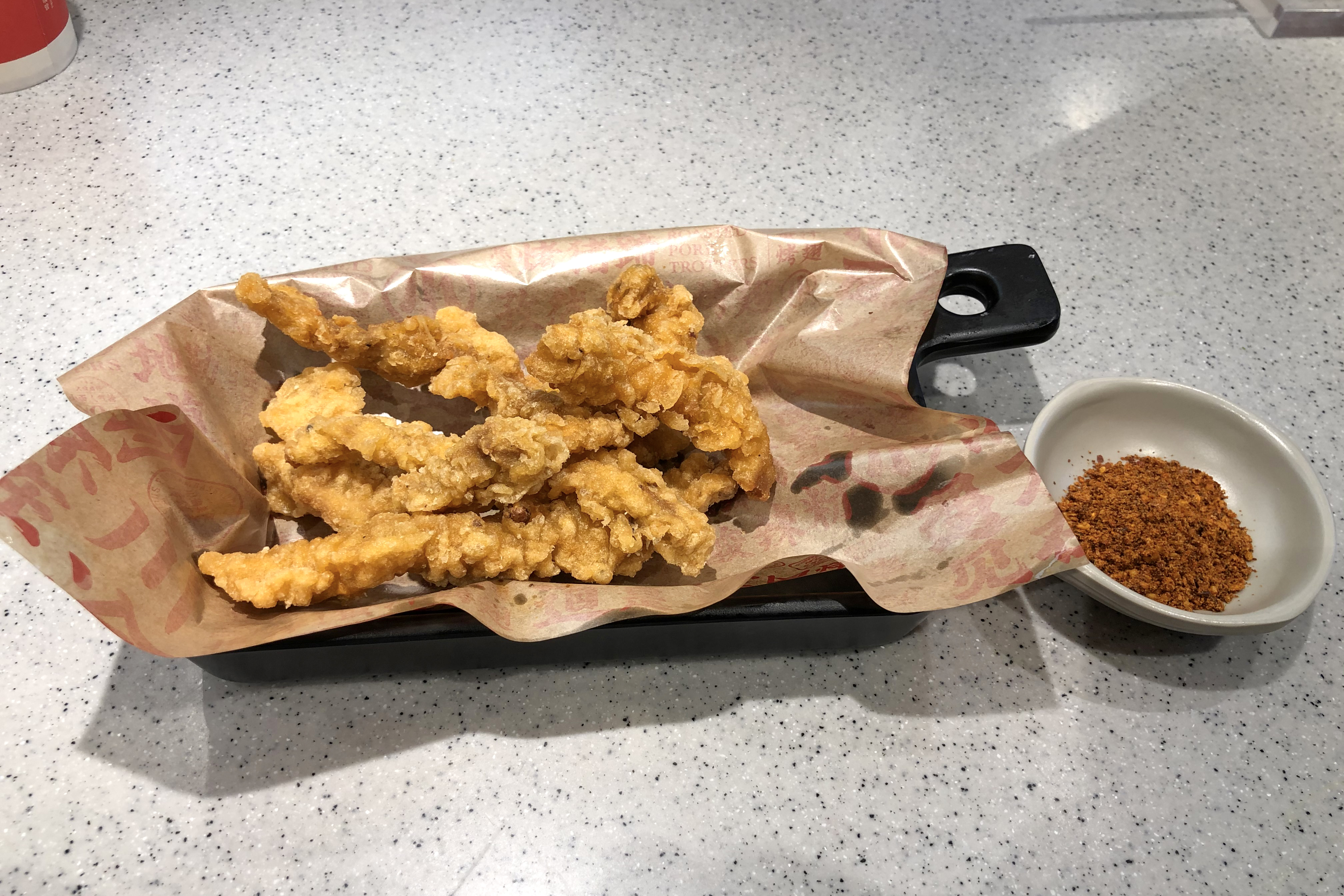
川渝风格的小酥肉，配有辣椒面

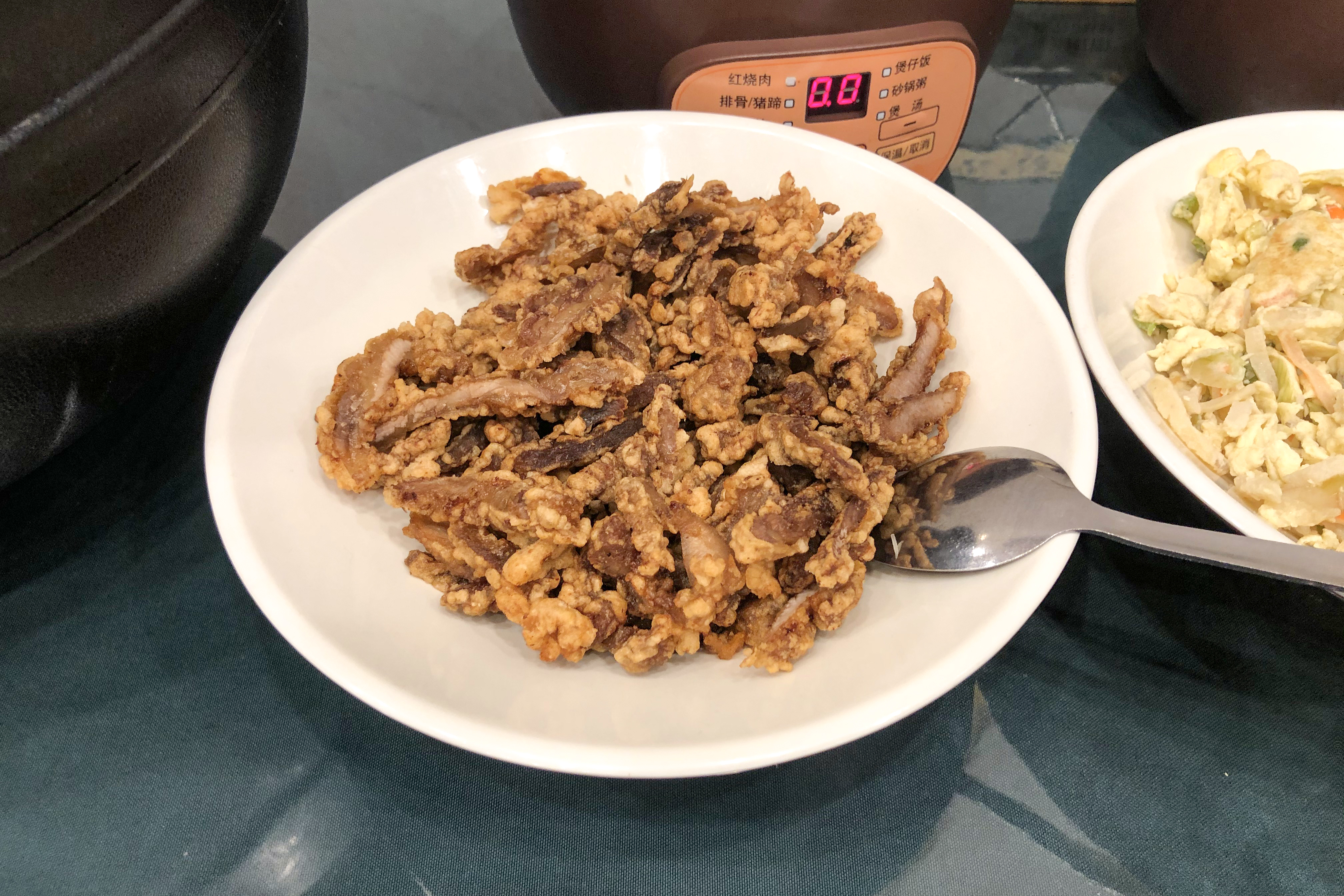
在泉州用作面线糊配料的醋肉

酥肉是一种小吃，流行于中国四川、山西、陕西、河南等地，通过油炸裹过淀粉的猪肉做成。
在山西，小酥肉是晋式三蒸之一。河南的炸紫酥肉是当地名菜，浚县、淇县“八大碗”之一。酥肉是陕西的「九鬥碗」之一。闽南另有用醋腌制后再炸制的猪里脊肉，称“醋肉”。